# ول‌های ریزگوش
وُل‌های ریزگوش یا میکروتوس (Microtus) سَرده‌ای از ول‌ها است که در آمریکای شمالی، اروپا و شمال آسیا یافت می‌شود. نام علمی این جنس به گوش‌های کوچک این حیوانات اشاره دارد. حدود ۶۲ گونه در این جنس قرار می‌گیرند. آنها جوندگان تنومند با گوش، پا و دم کوتاه هستند. آنها در تابستان از گیاهان سبز رنگ مانند علف‌ها و جگن‌ها و در زمان‌های دیگر غلات، دانه‌ها، ریشه و پوست تغذیه می‌کنند.
گونه‌ها عبارتند از:
- ول جزیره‌ای (M. abbreviatus)
- ول کالیفرنیا (M. californicus)
- ول صخره‌ای (M. chrotorrhinus)
- ول دم‌بلند (M. longicaudus)
- ول مکزیکی (M. mexicanus)
- ول آوازخوان (M. miurus)
- ول مکزیکی (M. mogollonensis)

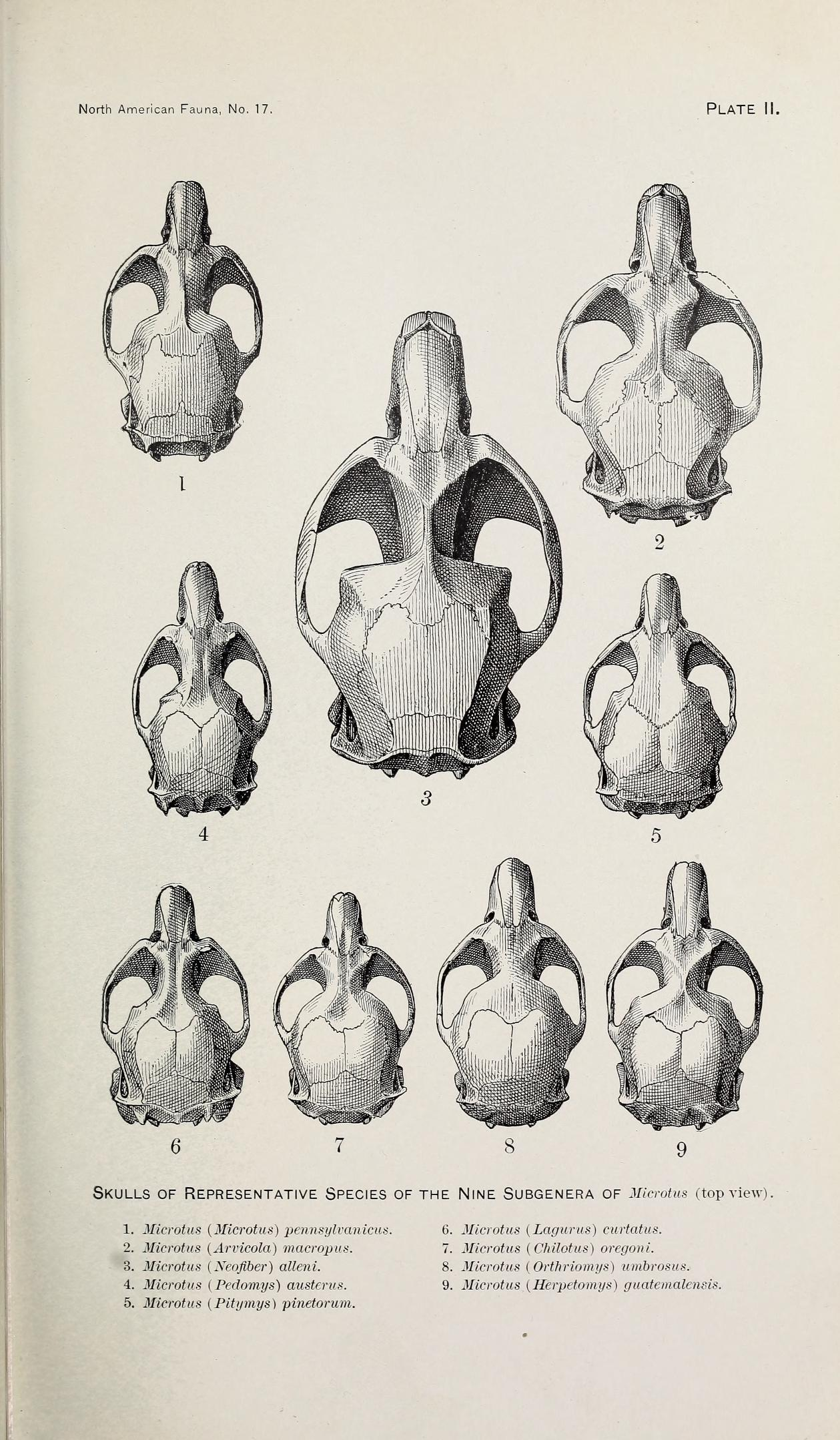
جمجمه‌های میکروتوس (بیلی، ۱۹۰۰)

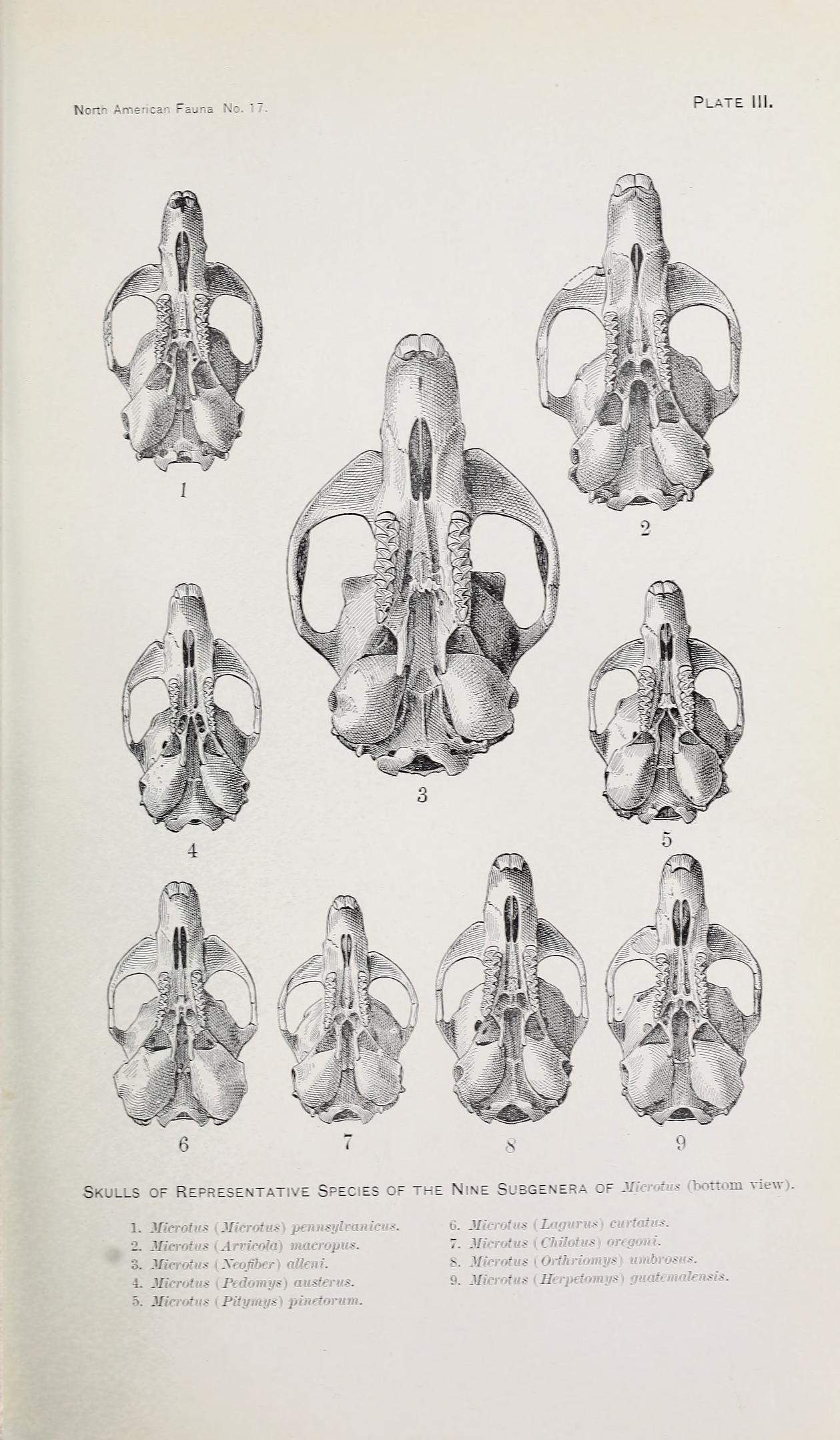
پایه‌های جمجمه میکروتوس (بیلی، ۱۹۰۰)

- ول آبی آمریکای شمالی (M. richardsoni)
- ول زمپوآلتپک (M. umbrosus)
- ول تایگا (M. xanthognathus)

زیرسردهٔ Microtus
- ول صحرایی دم‌کوتاه (M. agrestis)
- ول آناتولی (M. anatolicus)
- ول معمولی (M. arvalis)
- ول کابررا (M. cabrerae)
- ول دوغراماچی (M. dogramacii)
- ول البیلی (M. elbeyli)
- ول گونتر (M. guentheri)
- ول هارتینگ (M. hartingii)
- ول تین‌شان (M. ilaeus)
- ول ایرانی (M. irani)
- ول صحرایی مدیترانه‌ای (M. lavernedii)
- ول کرمان (M. kermanensis)
- ول ترکی (M. lydius)
- ول جنوبی (ول اروپای شرقی) (M. mystacinus)
- ول معمولی (M. obscurus)
- ول پارادوکس (M. paradoxus)
- ول قزوینی (M. qazvinensis)
- ول صحرایی پرتغالی (M. rosianus)
- ول شیدلوفسکی (M. Schidlovskii)
- موش مغان (M. socialis)
- ول فراخزری (M. transcaspicus)

زیرسردهٔ بلانفوردموش‌ها
- ول افغانی (M. afghanus)
- ول بخارا (M. bucharicus)
- ول اُرس (M. juldaschi)

زیرسردهٔ Terricola
- ول کاج باواریا (M. bavaricus)
- ول کاج کالابریا (M. brachycercus)
- گل کاج داغستان (M. daghestanicus)
- ول‌های کاج مدیترانه ای (M. duodecimcostatus)
- ول فلتن (M. felteni)
- ول گربه (M. gerbii)
- ول کاج لیختن اشتاین (M. liechtensteini)
- ولز کاج لوسیتانی (M. lusitanicus)
- ول کاج میجر (M. majori)
- ولز کاج آلپ (M. multiplex)
- ول کاج سیسیل (M. nebrodensis)
- ول کاج ساوی (M. savii)
- ول کاج اروپایی (M. subterraneus)
- ول کاج تاترا (M. tatricus)
- ول کاج توماس (M. thomasi)

زیرسردهٔ Mynomes
- ول دم‌خاکستری (M. canicaudus)
- ول چمنزار غربی (M. drummondi)
- ول مرداب نمکی فلوریدا (M. dukecampbelli)
- ول کوهی (M. montanus)
- ول خزنده (M. oregoni)
- ول چمنزار شرقی (M. pennsylvanicus)
- ول تاونسند (M. townsendii)

زیرسردهٔ Alexandromys
- ول کلارک (M. clarkei)
- ول اوروسک (M. evoronensis)
- ول نیزار (M. fortis)
- ول تایوان (M. kikuchii)
- ول دریاچه‌ای (M. limnophilus)
- ول ماکسیموویچ (M. maximowiczii)
- ول میدندورف (M. middendorffi)
- ول مغولی (M. mongolicus)
- ول چمنی ژاپنی (M. montebelli)
- ول مویسک (M. mujanensis)
- ول سرددشت یا ول ریشه (M. oeconomus) - چندین زیرگونه
- ول ساخالین (M. sachalinensis)

زیرسردهٔ Stenocranius
- ول سرباریک (M. gregalis)

زیرسردهٔ Pitymys
- ول گواتمالایی (M. guatemalensis)
- ول تارابوندی (M. oaxacensis)
- ول جنگلی (M. pinetorum)
- ولز کاج جالاپان (M. quasiater)

زیرسردهٔ Pedomys
- ول مرغزار (M. ochrogaster)

زیرسرده گرگانی‌ول‌ها Hyrcanicola
- ول کاج شلکوونیکوف (M. schelkovnikovi)

## گونه‌های منقرض شده
- † ول تیرنی (M. henseli)